# Lophopappus
Lophopappus là một chi thực vật có hoa trong họ Cúc (Asteraceae).

## Loài
Chi Lophopappus gồm các loài: